# 左近允尚正
左近允 尚正（さこんじょう なおまさ、1890年（明治23年）6月6日 - 1948年（昭和23年）1月21日）は、日本の海軍軍人。最終階級は海軍中将。ビハール号事件におけるBC級戦犯として絞首刑に処された。

## 経歴
1890年6月6日、鹿児島県で逓信省官吏の父・左近允尚儀の息子として生まれる。1909年9月、海兵40期に入学。同期の寺岡謹平によれば、左近允は「豪壮、恬淡、真に薩摩隼人の典型」であったという。1912年7月、海兵40期を卒業し、少尉候補生になる。1913年12月、少尉に任官。1941年12月、太平洋戦争開始。左近允は当時タイ王国大使館付武官であった。
1943年9月、第二南遣艦隊第16戦隊司令官に就任。
1944年3月、サ第一号作戦を指揮。作戦名称は左近允の頭文字を取って呼称が定められた。第16戦隊の指揮下に入っていた重巡洋艦利根（艦長・黛治夫大佐）に対し、同艦がインド洋でイギリスの商船「ビハール号」を撃沈した際に得た捕虜の殺害を命じた。この事件は戦後BC級戦犯として裁かれた（後述）。
1944年10月、海軍中将に進級。12月、支那方面艦隊参謀長に就任。1945年8月、終戦。1946年6月、予備役。
1947年、イギリス軍香港裁判において、サ第一号作戦時の捕虜殺害の件で、第16戦隊司令官だった左近允と「利根」艦長だった黛治夫が被告人として起訴された。1947年10月29日、左近允は絞首刑、黛は禁錮7年の判決が宣告された。1948年1月21日、左近允はイギリス軍により植民地の香港のスタンレー監獄で絞首刑に処され死去。辞世の句は「絞首台何のその　敵を見て立つ艦橋ぞ」であった。
捕虜殺害については、黛が指揮する「利根」が1944年3月18日に左近允が指揮する第16戦隊を脱し第7戦隊に復帰するよう命じられたため、シンガポールに向い、その途中に黛が実施した。左近允は「自分が命令したのは作戦中のことであり、作戦後のことは命令していない」と主張し、黛は「左近允司令官の命令で殺害した」と主張した。
根拠は不明だが、捕虜殺害は南西方面艦隊司令長官高須四郎大将の命令であり、病没していた高須の代わりに次位の左近允が責任を取らされたとする意見もある。
左近允の子供には、長男に正章（海兵68期、昭和19年10月、駆逐艦島風で戦死）、次男に尚敏（72期、戦後は海上自衛隊に入り海将）がいる。

## 栄典
- 1914年（大正3年）1月30日 - 正八位[4]
- 1916年（大正5年）1月21日 - 従七位[5]